# Музей прикладного искусства (Страсбург)
Музей декоративного искусства Страсбурга (фр. Musée des Arts décoratifs de Strasbourg) — музей, расположенный на первом этаже бывшей резиденции принцев-епископов — дворца Рогана.

## Коллекции
В музее представлены коллекции музея Хоэнлоэ, который был основан в 1890 году Вильгельмом фон Боде и переведён в дворец Рогана в 1898 году. Он состоит из двух частей: апартаменты кардиналов из династии Роганов и коллекции страсбургского декоративного искусства раннего французского периода, с 1681 по 1871 год. Декоративное искусство предыдущих поколений представлено в музее по соседству — Музей строительства Нотр-Дам.
В частности, коллекция включает значительное собрание изделий страсбургского фаянса, изделия фаянсовой фабрики Нидервиллер и работы страсбургских ювелиров династий Кирштейн и Имлин.
Апартаменты принцев-епископов реконструированы и приближены к первоначальному состоянию, близком тому, как они выглядели до бомбардировок дворца в 1870 и 1944 годах. Апартаменты украшены лепниной, фресками, тромплёями, гобеленами, люстрами, подлинными и имитированными «под Китай» статуэтками, картинами на холсте и дереве, а также мебелью, типичной для стиля рококо.

## Галерея

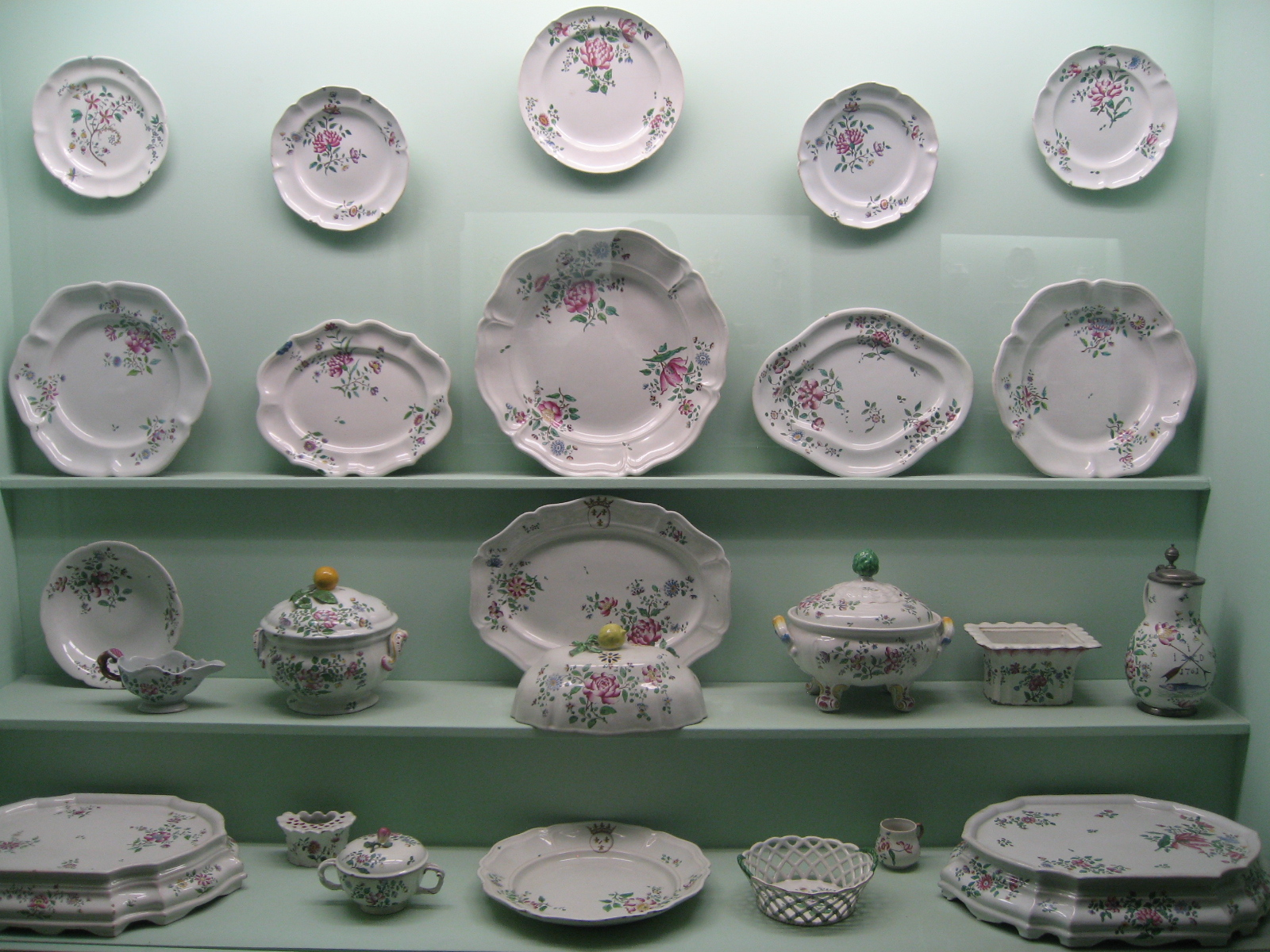
Фарфор
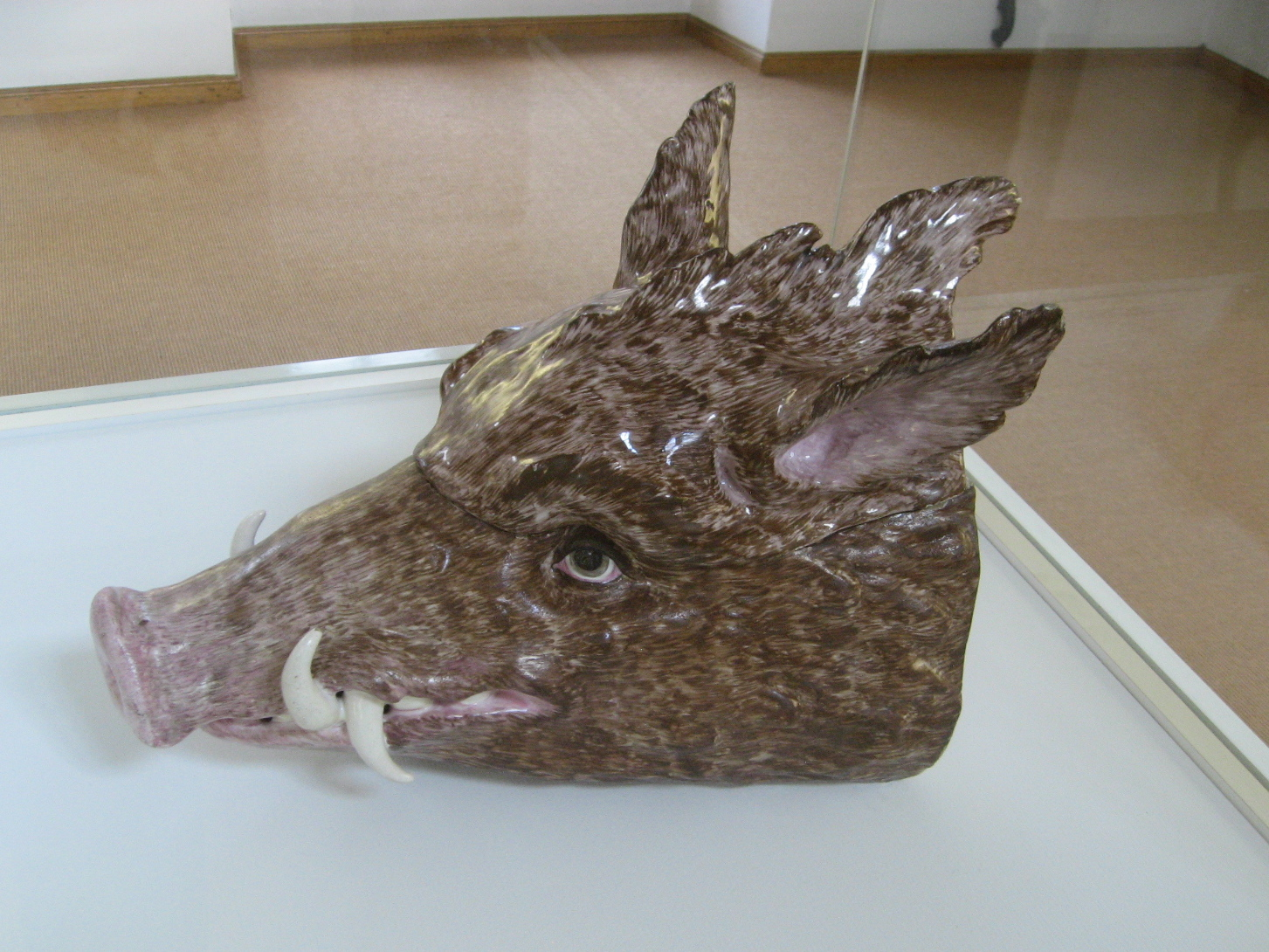
Глиняная фигура в форме головы кабана
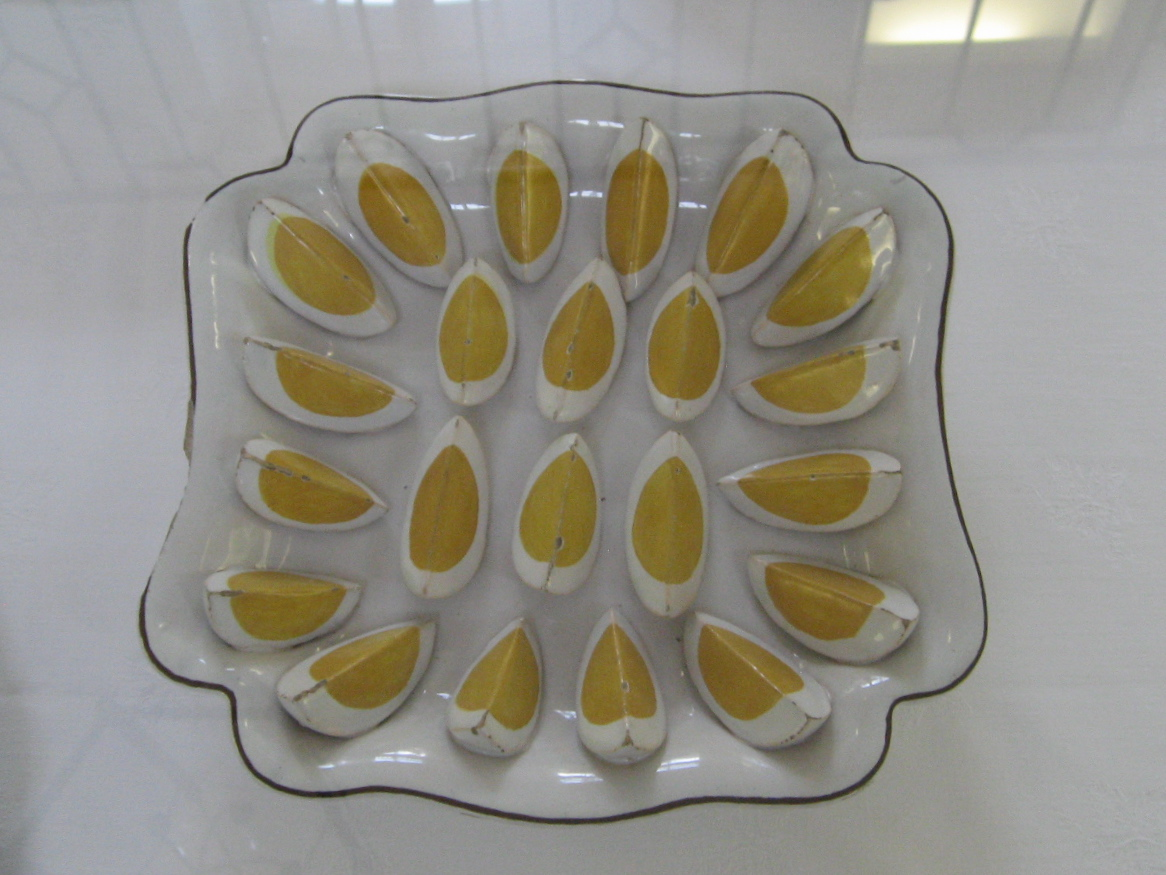
Глиняная фигура в форме сваренных вкрутую яиц
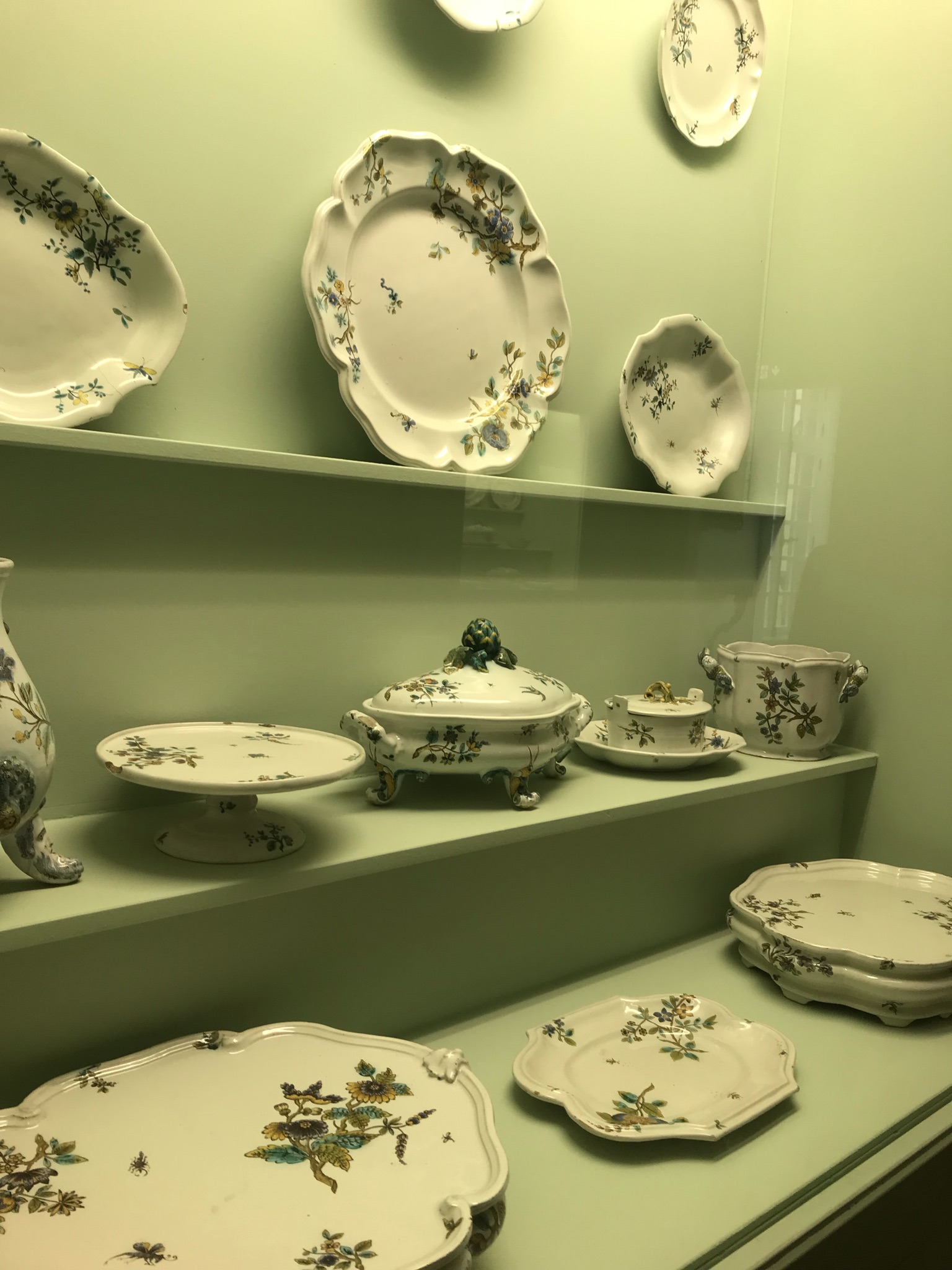
Фарфор
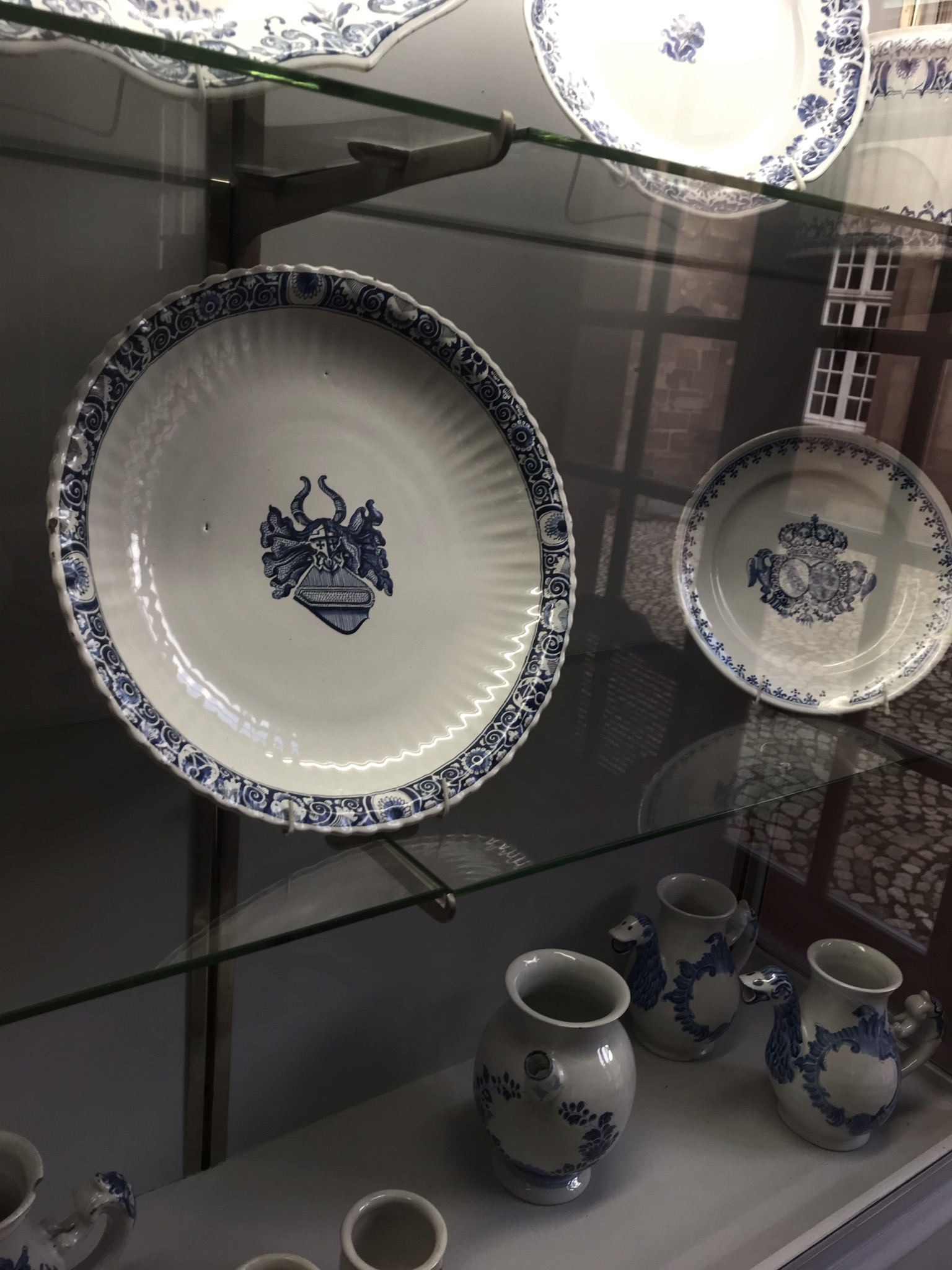
Фарфор (посуда)
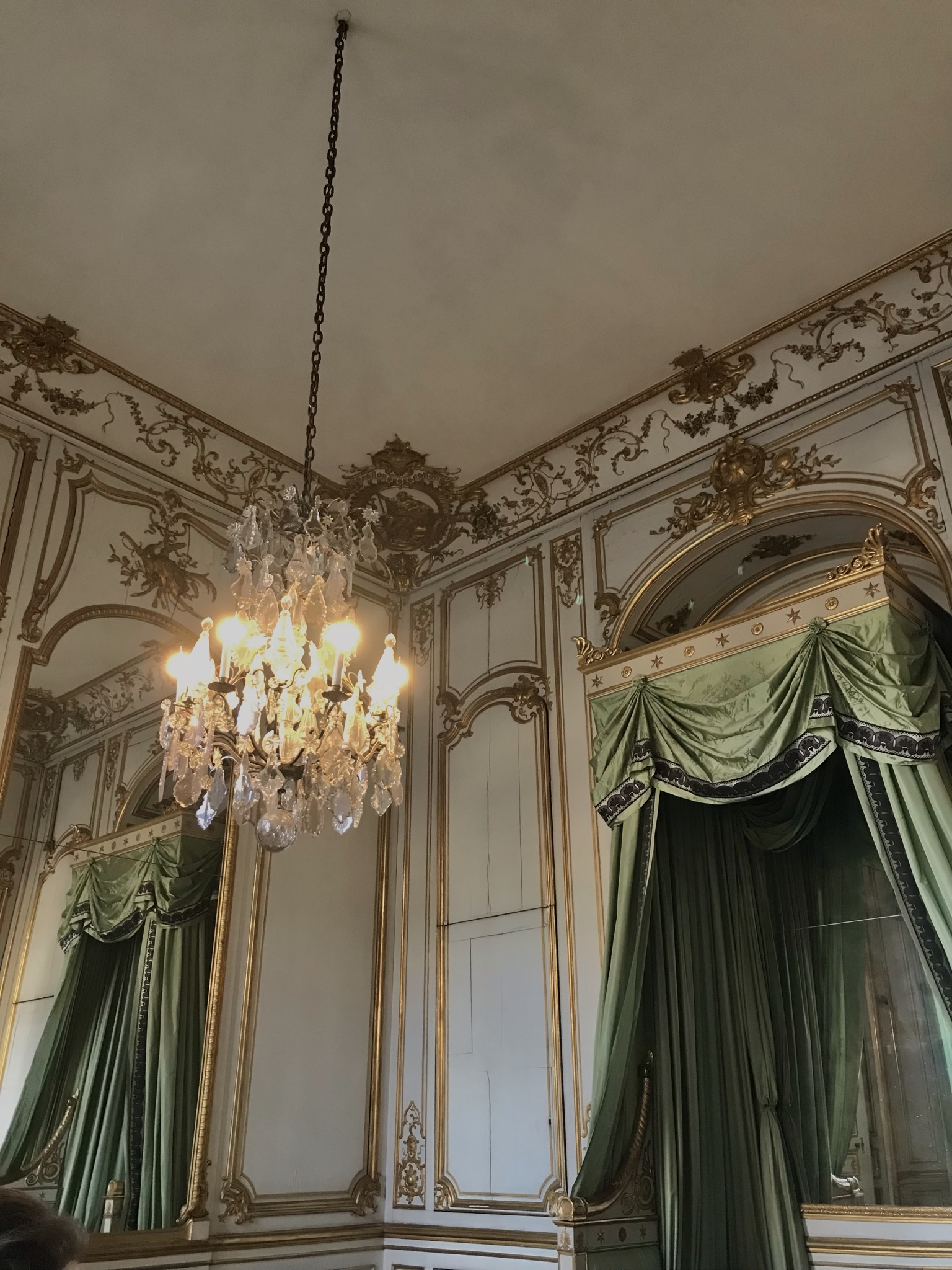
Декор в одной из комнат Дворца Рогана